# Xalpatláhuac (Guerrero)
Xalpatláhuac (del náhuatl: xalli, patláhuac, c ‘arena, objeto ancho, en’‘en la arena amplia’) es una población mexicana del estado de Guerrero, ubicada al sur-oriente de la entidad, en la región geo-económica y cultural de La Montaña. Es cabecera del municipio homónimo.

## Historia
Las referencias históricas más relevantes de Xalpatláhuac son desde la época colonial, cuando en 1786 la corona convierte las alcaldías mayores en intendencias, de igual forma las alcaldías pasan a ser denominados ‘’partidos’’, por lo que Xalpatláhuac pasa a formar parte del partido de Tlapa, dependiendo este último a la intendencia de Puebla. Para 1821, Xalpatláhuac se integró a la Capitanía General del Sur que había creado Agustín de Iturbide y que estaba al mando del general Vicente Guerrero. Tres años más tarde, cuando México se convierte en república federal, la población de Xalpatláhuac pertenecía al distrito de Tlapa en el estado de Puebla.

## Demografía

### Población
Según el II Conteo de Población y Vivienda que registró el Instituto Nacional de Estadística y Geografía en 2005, la población de Xalpatláhuac tenía hasta ese año un total de 4.012 habitantes, dividiéndose ésta cifra por sexo, 1.811 eran hombres y 2.011 eran mujeres.
| Gráfica de evolución demográfica de Xalpatláhuac entre 1900 y 2010 |
|                                                                    |

## Personajes notorios
Erasmo Catarino: Cantante, maestro e ingeniero mexicano, exparticipante y ganador de la 4.ª generación del reality show de concursos La Academia de TV Azteca en el año 2005.